# Galgamácsa vasútállomás
Galgamácsa vasútállomás a MÁV elágazó állomása a Pest vármegyei Galgamácsa községben. Az állomást a MÁV 77-es (Aszód–Vácrátót) és 78-as számú (Aszód–Balassagyarmat–Ipolytarnóc) vasútvonala érinti. Jegypénztár nélküli, nincs jegykiadás. Megközelíthetőségét a 21 122-es mellékútból kiágazó önkormányzati Vasút utca (a korábbi 21 317-es mellékút) biztosítja.

## Vasútvonalak
Az állomást az alábbi vasútvonalak érintik:
- Aszód–Vácrátót-vasútvonal
- Aszód–Balassagyarmat–Ipolytarnóc-vasútvonal

## Kapcsolódó állomások
A vasútállomáshoz az alábbi állomások vannak a legközelebb:
- Iklad-Domony felső megállóhely (Aszód–Balassagyarmat–Ipolytarnóc-vasútvonal)
- Galgagyörk megállóhely (Aszód–Balassagyarmat–Ipolytarnóc-vasútvonal)
- Váckisújfalu megállóhely

## Forgalom
| Járat | Útvonal | Gyakoriság |
| ----- | --- | ---------- |
| S780  | (Hatvan – Tura – Galgahévíz – Hévízgyörk –) Aszód – Iklad-Domony – Iklad-Domony felső – Galgamácsa – Galgagyörk – Püspökhatvan – Acsa-Erdőkürt – Galgaguta – Nógrádkövesd – Becske alsó – Magyarnándor – Mohora – Szügy – Balassagyarmat | 2 óránként |
| S77   | Aszód – Iklad-Domony – Galgamácsa – Váckisújfalu – Vác | 2 óránként |